# العلاقات اليونانية الجنوب إفريقية
العلاقات اليونانية الجنوب أفريقية هي العلاقات الثنائية التي تجمع بين اليونان وجنوب أفريقيا.

## مقارنة بين البلدين
هذه مقارنة عامة ومرجعية للدولتين:
| وجه المقارنة                                              | اليونان                                                                             | جنوب أفريقيا |
| --------------------------------------------------------- | ----------------------------------------------------------------------------------- | --- |
| المساحة (كم2)                                             | 131.96 ألف                                                                          | 1.22 مليون |
| عدد السكان (نسمة)                                         | 10.76 مليون                                                                         | 57.73 مليون |
| الكثافة السكانية (ن./كم²)                                 | 81.54                                                                               | 47.32 |
| العاصمة                                                   | أثينا، نافبليو                                                                      | بريتوريا، بلومفونتين، كيب تاون |
| اللغة الرسمية                                             | لغة يونانية، اليونانية الديموطيقية ‏                                                 | لغة إنجليزية، اللغة الأفريقانية، اللغة النديبلي الجنوبية، اللغة السوثو الشمالية، اللغة السوتية، لغة سوازي، اللغة التسونجا، اللغة التسوانية، اللغة الفيندية، اللغة الكوسية، اللغة الزولوية |
| العملة                                                    | يورو، دراخما، فينيكس يوناني ‏                                                        | راند جنوب أفريقي |
| الناتج المحلي الإجمالي (بليون دولار)                      | 200.29 مليار                                                                        | 349.42 مليار |
| الناتج المحلي الإجمالي (تعادل القوة الشرائية) بليون دولار | 285.45 مليار                                                                        | 725.91 مليار |
| الناتج المحلي الإجمالي الاسمي للفرد دولار أمريكي          | 18.00 ألف                                                                           | 5.72 ألف |
| الناتج المحلي الإجمالي للفرد دولار أمريكي                 | 26.85 ألف                                                                           | 13.05 ألف |
| مؤشر التنمية البشرية                                      | 0.865                                                                               | 0.666 |
| رمز المكالمات الدولي                                      | +30                                                                                 | +27 |
| رمز الإنترنت                                              | .gr                                                                                 | .za |
| المنطقة الزمنية                                           | توقيت شرق أوروبا، ت ع م+02:00، ت ع م+03:00، توقيت شرق أوروبا الصيفي ‏، أوروبا/أثينا ‏ | ت ع م+02:00، أفريقيا/جوهانسبرغ ‏ |

## منظمات دولية مشتركة
يشترك البلدان في عضوية مجموعة من المنظمات الدولية، منها:
| علم المنظمة | اسم المنظمة                        | تاريخ انضمام اليونان | تاريخ انضمام جنوب أفريقيا |
| ----------- | ---------------------------------- | -------------------- | ------------------------- |
|             | مؤسسة التنمية الدولية              | 9 يناير 1962         | 12 أكتوبر 1960            |
|             | نظام تحكم تكنولوجيا القذائف        | 1992                 | 1995                      |
|             | وكالة ضمان الاستثمار متعدد الأطراف | 30 أغسطس 1993        | 10 مارس 1994              |
|             | يونسكو                             | 4 نوفمبر 1946        | 4 نوفمبر 1946             |
|             | الأمم المتحدة                      | 25 أكتوبر 1945       | 7 نوفمبر 1945             |
|             | الفريق المعني برصد الأرض           | ?                    | ?                         |
|             | الاتحاد البريدي العالمي            | ?                    | ?                         |
|             | البنك الدولي للإنشاء والتعمير      | 27 ديسمبر 1945       | 27 ديسمبر 1945            |
|             | المنظمة الهيدروغرافية الدولية      | ?                    | ?                         |
|             | الاتحاد الدولي للاتصالات           | 1866                 | 1910                      |
|             | منظمة حظر الأسلحة الكيميائية       | ?                    | ?                         |
|             | مؤسسة التمويل الدولية              | 26 سبتمبر 1957       | 3 أبريل 1957              |
|             | منظمة التجارة العالمية             | 1995                 | 1995                      |
|             | مجموعة الموردين النوويين           | ?                    | ?                         |
|             | منظمة الشرطة الجنائية الدولية      | ?                    | ?                         |

## أعلام
هذه قائمة لبعض الشخصيات التي تربطها علاقات بالبلدين:
- أنجيليك روكاس (عقد 1950 – )
- إيفان غازيدس (13 سبتمبر 1964 – )
- باناجيوتيس ريتسوس (لاعب كرة قدم يوناني، 9 أغسطس 1998[24] – )
- جورج كومانتاراكيس (لاعب كرة قدم جنوب أفريقي، 27 مارس 1974[25] – )
- جون كوستاس (1868 – 1932)
- جينا أثينز (7 يونيو 1984 – )
- ستيلاو سافانتي (ممثل جنوب أفريقي، 24 أبريل 1970 – )

## وصلات خارجية
- موقع وزارة الخارجية اليونانية
- موقع وزارة الخارجية الجنوب أفريقية